# Benjamin F. Rice
Benjamin Franklin Rice, född 26 maj 1828 i East Otto i delstaten New York, död 19 januari 1905 i Tulsa i Indianterritoriet i nuvarande Oklahoma, var en amerikansk republikansk politiker. Han representerade delstaten Arkansas i USA:s senat 23 juni 1868–3 mars 1873.
Rice studerade juridik och inledde sin karriär som advokat i Estill County, Kentucky. Han flyttade 1860 till Minnesota och deltog i amerikanska inbördeskriget i nordstatsarmén. Han flyttade 1864 till Little Rock för att arbeta som advokat där. Rice organiserade aktivt republikanernas verksamhet i Arkansas under rekonstruktionstiden. Han valdes till senaten i samband med att Arkansas blev delstat i USA på nytt. Han efterträddes som senator av Stephen Wallace Dorsey
Rice flyttade 1875 till Colorado av hälsoskäl. Därifrån flyttade han 1882 till Washington, D.C.
Han är begravd på Oak Hill Cemetery i Washington, D.C.